# شعب ماتلاتزينكا
ماتلاتزينكا هو اسم استخدم للدلالة على مجموعات عرقية أصلية عاشت في وادي تولوكا في ولاية مكسيكو التي تقع في منطقة المرتفعات الوسطى في المكسيك. ينطبق هذا الاسم على المجموعة العرقية التي تسكن وادي تولوكا ولغتهم لغة ماتلاتزينكا.
عند استخدام الاسم كمسمى قومي فإنه يشير إلى شعب ماتلاتزينكو؛ الاسم «ماتلاتزينكو» هو الاسم الذي أطلقه الأزتيك على وادي تولوكا. العاصمة السياسية لهذا الوادي كانت تعرف باسم «ماتلاتزينكو» أيضاً. كانت مدينة مدينة كبرى تعرف آثارها الآن بموقع كاليكتلاواكا الأثري. في فترات ما قبل الهزيمة، كان وادي تولوكا موطن لمجموعات تكلمت أربع لغات على الأقل هي لغة أوتومي ولغة ماتلاتزينكا، ولغة مازاهوا وناواتل. أي أن أي شخص كان يتحدث بأي من هذه اللغات كان يطلق عليه «ماتلاتزينكا» إذا كان مقيماً في وادي تولوكا.